# Ханфенов, Алим Мазанович
Ханфенов Алим Мазанович (кабард.-черк. Хьэнфэн Мэзан и къуэ Хьэлым; 10 июля 1922, аул Зеюко, Хабезский район, Карачаево-Черкесская автономная область, РСФСР — 14 марта 2014) — черкесский поэт. Ветеран ВОВ. Заслуженный деятель культуры Абхазии. Народный поэт Карачаево-Черкесии. Член союза писателей СССР. Почетный гражданин города Черкесска.

## Биография
Родился в крестьянской семье. В 1939 г. окончил учительские курсы, работал учителем начальных классов в Али-Бердуковской школе. Участвовал в Великой Отечественной войне. Вернувшись с войны в родной аул, он стал работать в школе, затем был приглашен в редакцию газеты «Черкес плъыжь» (Красная Черкесия).
Окончил Ставропольскую партийную школу, Высшие литературные курсы при Литературном институте им. М.Горького в Москве, Государственный педагогический институт в г. Карачаевске. Работая в черкесской газете, а затем на радиовещании.
В 1957 г. был принят в Союз писателей СССР.

## Творчество
Первой вехой в творчестве писателя стали стихи военных лет: «Дом Павлова», «Хатынь», «Индыл». В 1955 году вышел его авторский сборник «Первый шаг». За ним последовали сборники «Моя любовь», «Мелодия жизни», «Яблонька», «Человечность», «Пионерский салам», «Светлые чувства», «Беспокойное сердце», «Пестрый камушек», «Стихи», «Загляни в сердце», «Добрый ветерок» и другие. Впервые в черкесской литературе обратился к интимной лирике, но главной темой его произведений является образ современности и современника, их соотношение к нравственно-философскими традициями черкесского народа. Также много писал для детей (стихи, рассказы, сказки).
На протяжении всей творческой деятельности у него изданы 24 книги для взрослых и детей, он активно сотрудничал с центральными журналами: «Дон», «Знамя», «Дружба народов», «Нева», «Юность», а также с журналами союзных республик.

## Награды и звания
Награждён орденами Славы 3 степени, Отечественной войны 1 степени, медалью «За победу над Германией».
В 1992 г. ему было присвоено звание Заслуженный деятель культуры Абхазии, в 1997 г. — звание «Народный писатель Карачаево-Черкесской Республики», а в 2002 г. город Черкесск назвал его своим почётным гражданином.